# Celle qui tue
Albums de RoBERT
Princesse de rien
(1997) Six Pieds Sous Terre
(2005)
Singles
1. À la guerre comme à la guerre
Sortie : 2002

Celle qui tue est le troisième album studio de la chanteuse française RoBERT sorti le 1er septembre 2002 chez Trema. Cet album fut réédité en 2007 chez DEA.

## 1reédition- 2002
Toute la musique est composée par Mathieu Saladin.
| No    | Titre                         | Paroles                | Durée |
| ----- | ----------------------------- | ---------------------- | ----- |
| 1.    | Acide à faire                 | RoBERT                 | 3:17  |
| 2.    | À la guerre comme à la guerre | Amélie Nothomb         | 2:51  |
| 3.    | L'eau et le ciel              | RoBERT                 | 3:56  |
| 4.    | Le chant des sirènes          | RoBERT, Amélie Nothomb | 3:55  |
| 5.    | La malchanceuse               | RoBERT                 | 3:59  |
| 6.    | Nitroglycérine                | Amélie Nothomb         | 3:34  |
| 7.    | Le prince bleu                | Jean Roulet            | 4:20  |
| 8.    | Sorcière                      | Amélie Nothomb         | 4:18  |
| 9.    | Pour moi                      | RoBERT                 | 3:21  |
| 10.   | Rendez-moi les oiseaux        | RoBERT                 | 3:47  |
| 11.   | Maman                         | RoBERT                 | 4:25  |
| 12.   | Celle qui tue                 | Amélie Nothomb         | 3:44  |
| 13.1. | Requiem pour une sœur perdue  | Amélie Nothomb         | 3:40  |
| 13.2. | (Silence)                     | —                      | 1:32  |
| 13.3. | Le funambule (titre caché)    | Jean Roulet            | 3:37  |

## 2eédition- 2007
1. "Acide à faire" (Robert / Mathieu Saladin) 3:17
2. "A la guerre comme à la guerre" (Amélie Nothomb / Mathieu Saladin) 2:51
3. "L'eau et le ciel" (Robert / Mathieu Saladin) 3:56
4. "Le chant des sirènes" (Robert - Amélie Nothomb / Mathieu Saladin) 3:55
5. "La malchanceuse" (Robert / Mathieu Saladin) 3:59
6. "Nitroglycérine" (Amélie Nothomb / Mathieu Saladin) 3:34
7. "Le prince bleu" (Jean Roulet / Mathieu Saladin) 4:20
8. "Sorcière" (Amélie Nothomb / Mathieu Saladin) 4:18
9. "Pour moi" (Robert / Mathieu Saladin) 3:21
10. "Rendez-moi les oiseaux" (Robert / Mathieu Saladin) 3:47
11. "Maman" (Robert / Mathieu Saladin) 4:25
12. "Celle qui tue" (Amélie Nothomb / Mathieu Saladin) 3:44
13. "Requiem pour une sœur perdue" (Amélie Nothomb / Mathieu Saladin) 3:47
14. "Le funambule" (Jean Roulet / Mathieu Saladin) 3:40
15. "Le prince bleu" (en duo avec Majandra Delfino) (Jean Roulet - Robert - Majandra Delfino / Mathieu Saladin) 4:07
16. "Le prince bleu d'Arthélius" (Mathieu Saladin) 2:37
17. "Rouge sang" (Robert / Mathieu Saladin) 5:57
  - remix Rendez-moi les oiseaux
18. "Hiroko" (Amélie Nothomb / Mathieu Saladin) 4:32
  - remix A la guerre comme à la guerre

+ bonus cd-rom : 11 instrumentaux (format mp3)

## Crédits
- RoBERT : chants, chœurs
- Alexandre Meyer : guitare
- Florian Vallet : guitare sur Maman
- Kristov Braque et Mathieu Saladin  : réalisation, arrangements
- Mathieu Saladin : musique, mixage
- Enregistré aux studios L.C.I. et Acousti
- Mastering : L'Autre Studio
- Photos: Vincent Malléa
- Graphisme et design : Franck Dauquier (1re édition), Sylvain Gatelais (2e édition)